# Jackeline De Barros
Jackeline De Barros (San Ramón, Canelones, 21 de septiembre de 1966) es una escritora y editora uruguaya, residente en España.

## Biografía
Narradora oral (cuentacuentos) y experta en Literatura infantil y juvenil, ha desarrollado su labor creativa fundamentalmente en estos ámbitos. Su labor como formadora de mediadores para el fomento de la lectura así como sus talleres de lectura de imágenes, le han acercado aún más a la labor de las bibliotecas escolares. 
Además, lleva a cabo una importante actividad de promoción de la Literatura Infantil y Juvenil con la Consejería de Cultura de la Junta de Andalucía y otros organismos nacionales e internacionales. )